# Primer Gobierno Saavedra
El Primer Gobierno Saavedra es la composición del gobierno provisional de las Islas Canarias desde el 14 de enero de 1983, hasta el 14 de junio de 1983 durante la legislatura provisional del Parlamento de Canarias previa a las primeras elecciones autonómicas desde la aprobación del Estatuto de Autonomía de Canarias. Estuvo presidido por Jerónimo Saavedra.

## Historia
Aunque el Estatuto de Autonomía de Canarias fue publicado el 16 de agosto de 1982 en el Boletín Oficial del Estado, la Junta de Canarias, órgano preautonómico de las islas, continuó gobernando hasta las siguientes elecciones generales.
La disposición transitoria octava del Estatuto establecía que hasta la celebración de las elecciones al Parlamento de Canarias previstas en la disposición transitoria primera, se designaría con carácter provisional un Parlamento integrado por sesenta miembros con la misma distribución por islas que establece dicha disposición transitoria.
Los representantes de cada isla fueron designados a propuesta de los partidos políticos, en proporción al resultado de las elecciones generales de octubre de 1982 para el Congreso de los Diputados, corregido con la correlación de fuerzas parlamentarias en el archipiélago de aquel entonces, por una Asamblea de composición idéntica a la prevista en el artículo ciento cuarenta y seis de la Constitución.
En las elecciones generales del 28 de octubre de 1982 el PSOE fue el partido más votado en Canarias. Sin embargo, tuvo que recibir el apoyo de Centro Democrático y Social, Unión del Pueblo Canario y Convergencia Canaria en el parlamento provisional para investir como presidente del gobierno provisional a su candidato, Jerónimo Saavedra.
El gobierno estuvo formado por 9 consejerías en total y 1 vicepresidencia.

## Composición

### Inicial
| Función                                                                 | Titular | Titular                     | Partido |
| ----------------------------------------------------------------------- | ------- | --------------------------- | ------- |
| Presidente del Gobierno                                                 |         | Jerónimo Saavedra Acevedo   | PSOE    |
| Vicepresidente                                                          |         | Antonio Martinón Cejas      | PSOE    |
| Consejero de Administración Territorial y Desarrollo Autonómico         |         | Juan Alberto Martín Martín  | PSOE    |
| Consejero de Agricultura y Pesca                                        |         | Felipe Pérez Moreno         | PSOE    |
| Consejero de Cultura y Educación                                        |         | Alfredo Herrera Piqué       | PSOE    |
| Consejero de Economía y Comercio                                        |         | Rafael Molina Petit         | PSOE    |
| Consejero de Hacienda                                                   |         | Francisco Jiménez Suárez    | PSOE    |
| Consejero de Industria, Agua y Energía                                  |         | Nicolás Álvarez García      | PSOE    |
| Consejero de Obras Públicas, Ordenación del Territorio y Medio Ambiente |         | José Medina Jiménez         | PSOE    |
| Consejero de Trabajo, Sanidad y Seguridad Social                        |         | Alberto Guanche Marrero     | PSOE    |
| Consejera de Turismo y Transportes                                      |         | María Dolores Palliser Díaz | PSOE    |